# Delta del Orinoco

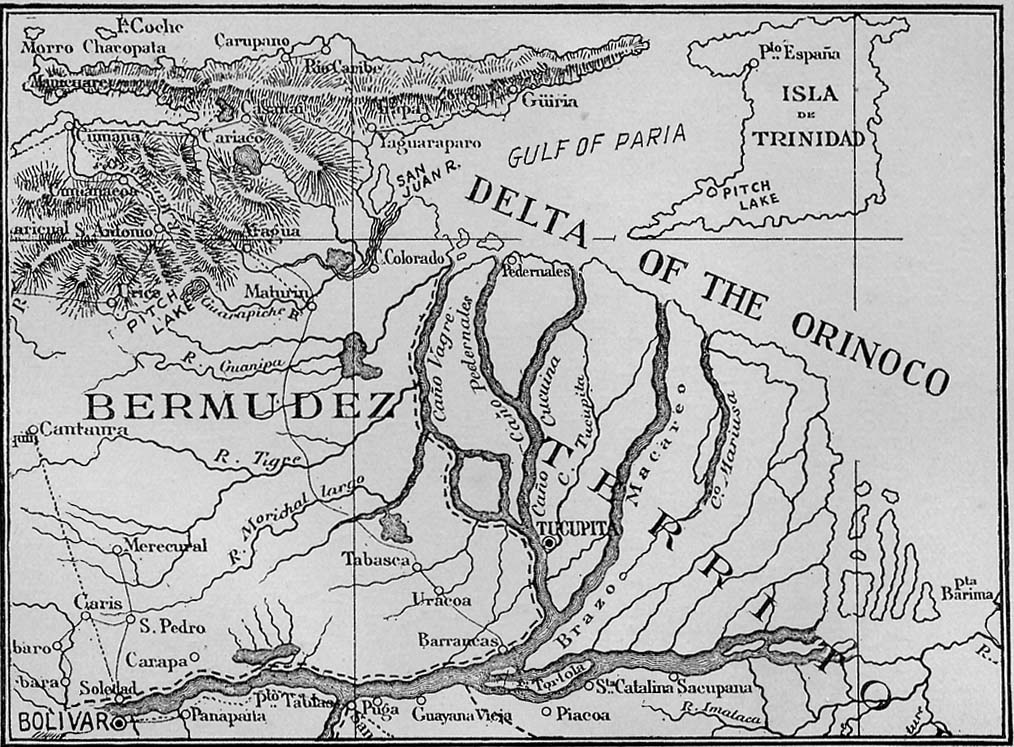
Mapa del delta en 1897.

El delta del Orinoco es el delta formado por la desembocadura en el Océano Atlántico del río Orinoco, en el noreste de Venezuela, uno de los ríos más grandes del mundo. Su extensión hizo pensar a los primeros exploradores españoles que se trataba de un mar. Es una zona de gran riqueza natural por la gran variedad de flora y fauna que alberga.
El delta del Orinoco es una de las ocho regiones naturales de Venezuela. Abarca la totalidad del estado Delta Amacuro y algunos kilómetros cuadrados del estado Monagas y el estado Sucre, abarcando todas las desembocaduras del Orinoco. Está dividido en dos secciones: la principal, en la parte más al norte del sistema, ubicada entre Caño Manamo y la orilla izquierda de Caño Araguao, donde se establecen la mayoría de las aldeas, incluida la capital del estado Tucupita; y la secundaria, entre la margen derecha de Caño Araguao y Río Grande.
Inspirándose en el pensamiento de Heródoto, el deltano Domingo Ordaz dice que el delta es un "presente del Orinoco", refiriéndose al conjunto de islas, canales e islotes situados en la zona cercana a la desembocadura. Considerar al delta como un presente del Orinoco no solo sirve de manera metafórica, sino que se plasma en la realidad pues la mayoría de las islas que la conforman, son producto de la constante acumulación de materiales que el Orinoco arrastra, con el aporte de sus afluentes y en la medida que el mar fue retirándose de las estribaciones de la Sierra de Imataca, hasta donde había penetrado, formando un inmenso golfo con una boca aproximadamente de 350 km. No todas sus islas son producto de la acumulación de sedimentos, sino que también fueron formadas por la acumulación de lodo proveniente de erupciones de volcanes de lodo como es el caso del cerro Cedral ubicado en Capure y en la isla Cotorra y de Plata, situadas al norte de Pedernales. La formación del delta se remonta en el tiempo a la Era Terciaria, miles de años antes constituía un espacio geográfico cubierto por el mar, pero debido a la acción de las corrientes marinas se dio el retiro de las aguas del mar produciéndose el delta.

## Clima

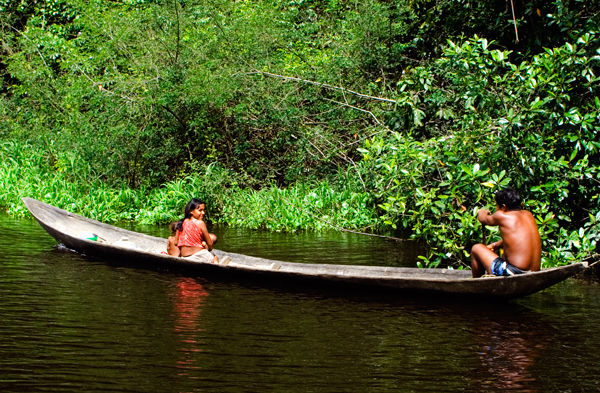
Indígenas warao navegando en curiara en el Delta.

El clima se caracteriza por presentar una temperatura media de 26,7 °C, la máxima media es de 32,3 °C y la mínima media es de 23 °C. La pluviosidad alcanza desde 900 hasta 2500 mm, entre mínimas y máximas respectivamente. Los vientos alisios del noreste y sudeste, al alcanzar el delta, producen el viento este-oeste que avanza por el cauce del Orinoco. Durante la crecida se observa la presencia del llamado viento barinés, el cual se desplaza siguiendo la misma dirección del Orinoco. En la época de menor precipitación pluvial actúan en la zona los vientos llamados "nortes".

## Las mareas y su efecto sobre el delta del Orinoco
Debido a la influencia de las mareas que se producen en el Atlántico, se eleva y baja el caudal de aguas del río Orinoco y los caños del delta. La acción mediante la cual la marea entra y cambia la dirección del río y su red de caños se llama flujo, y la salida o descenso del agua permitiendo que la corriente del río y caños tomen su dirección normal se denomina reflujo. Cuando el flujo alcanza su nivel máximo hace posible que el agua salada se desplace hacia el interior del delta por sus caños, los cuales se desbordan y anegan las tierras adyacentes facilitando la formación de grandes manglares, ubicados en las áreas cercanas a la costa atlántica. 
Las mareas constituyeron un valioso recurso para la navegación por el Orinoco y sus caños, en la época que no existían motores. También se utilizan para capturar peces en arterias fluviales de poca longitud y escaso caudal, para ello se tapan las bocas de éstas y al bajar la marea se facilita la pesca. Ejerce una importante función de limpieza, durante su reflujo, donde las casas se hallan construidas sobre pilotes de madera, en las rancherías aborígenes y centros poblados que se encuentran ubicados en los márgenes de los caños.